# Kanieae
Kanieae é uma tribo pertencente à família das mirtáceas. Tem os seguintes géneros:

## Géneros
| - Barongia Peter G.Wilson & B.Hyland - Basisperma C.T.White - Kania Schltr. - Lysicarpus F.Muell. - Mitrantia Peter G.Wilson & B.Hyland - Ristantia Peter G.Wilson & J.T.Waterh. - Sphaerantia Peter G.Wilson & B.Hyland - Tristaniopsis Brongn. & Gris |